# François-Martin Salvat
Pour les articles homonymes, voir Salvat.
François-Martin Salvat, né le 12 juillet 1892 à Amélie-les-Bains et mort le 15 novembre 1974 à Paris (15e arrondissement), est un artiste français, à la fois peintre, graveur et illustrateur.

## Biographie
Salvat entre à l'Académie Julian en 1911 et devient élève de Fernand Cormon.
En 1925, il est embauché par les éditions Bernard Grasset et, assistant de Maximilien Vox, devient ensuite directeur artistique de cette maison d'édition. De 1935 à 1943, il réside à Montparnasse, 41, rue Lecourbe.
Fin 1944, il devient conseiller artistique des Éditions de la Table ronde.
Il collabore à différents périodiques comme Le Bon Plaisir, les Cahiers libres, La Revue française, À Contre-courant, Nouvel Âge, Panorama, Caractère, Visages du Monde, La Table ronde, Maintenant, Il dramma, La France graphique...

## Œuvre

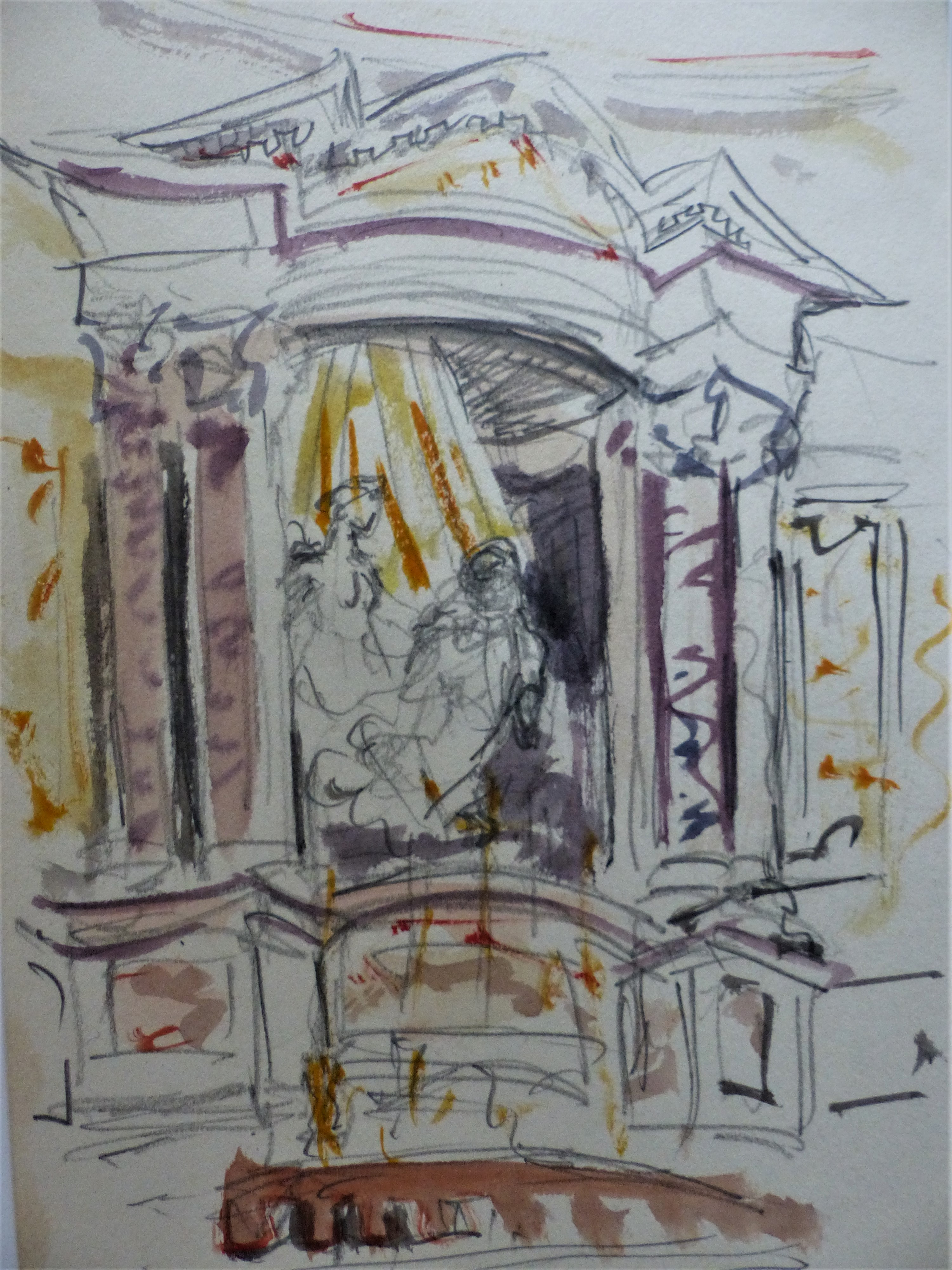
Transverbération de Sainte Thérèse de la chapelle Cornaro (Rome), aquarelle.

Peintre, Salvat a produit de nombreuses aquarelles, des paysages inspirés de ses voyages en Grèce et en Italie, principalement à Rome et Venise. Quelques aquarelles nous montrent aussi ses séjours à Paris et en province française. 
Ses aquarelles travaillent avec brio le trait et le sens du raccourci. Cet aspect de son œuvre est sans doute le plus original. Sa petite aquarelle représentant la Transverbération de sainte Thérèse d'après Le Bernin, ébauchée dans l'église Santa Maria della Vittoria, à Rome, en est un bel exemple.
On compte aussi quelques huiles, dont Prats-de-Mollo (1932), conservée au Centre national d'art et de culture Georges-Pompidou. Une huile sur toile, Terrasse des Tuileries, datant d'avant 1957, se trouve au musée des Beaux-Arts de Dijon.
La Bibliothèque nationale de France conserve par ailleurs 200 croquis d'acteurs exécutés sur le vif par l'artiste.
Il produisit également de nombreuses gravures sur bois et quelques lithographies destinées à l'illustration d'ouvrages. 
Essayiste, il publie Voir Venise et la revoir en 1973 à La Table ronde, préfacé par Paul Morand.

### Ouvrages illustrés
- Henry Poulaille, Ils étaient quatre, éd. Bernard Grasset, 1925.
- Joseph Delteil, Jeanne d'Arc, éd. B. Grasset, 1926 ; 2e édition avec bois originaux, Le Livre moderne illustré, 1927.
- Pierre Dominique, Selon saint Jean, éd. B. Grasset, 1927.
- Charles Legras, La Vigne aux bras étroits, éd. B. Grasset, 1927.
- Armand Ziwès et Frédéric Certonciny, L'Homme qui mourut d'amour, B. Grasset, 1927.
- André Chamson, Tabusse, portrait de l'auteur, éd. des Cahiers libres, 1928.
- Longus, Daphnis et Chloé, coll. « Antiqua », À l'enseigne du pot cassé, 1928.
- Eschyle, L'Orestie, trad. du grec par La Porte du Theil, coll. « Antiqua », À l'enseigne du pot cassé, 1929.
- E.T.A. Hoffmann, Mademoiselle de Scudéry, suivi de Salvador Rosa, illustrations avec Gio Colucci, coll. « Scripta manens », À l'enseigne du pot cassé, 1929.
- André Chamson, Les hommes de la route, Le Livre moderne illustré, 1930.
- Blaise Cendrars, L'Or. La merveilleuse histoire du général Johann August Suter,  Le Livre moderne illustré, 1931.
- André Chamson, Roux le Bandit, Le Livre moderne illustré, 1932.
- André Chamson, Héritages, Le Livre moderne illustré, 1934.
- Francis Carco, Le Roman de François Villon, Le Livre moderne illustré, 1935.
- Pouchkine, La Dame de pique : suivi des Récits de Ivan Belkine, traduits par André Gide et Jacques Schiffrin, Le Livre club du libraire, 1935.
- Jules Badin, Roussillon, porte de la Catalogne, préface de Pierre Camo, frontispice avec seize dessins de Maurice Biais, éd. H. G. Peyre, 1938.
- Jean Gonnet, Échos du vieux Chalon, Chalons-sur-Saone, Librairie J. Renaux, 1938 — sur Gallica.
- Joseph Peyré, Roc-Gibraltar, Le Livre moderne illustré, 1940.
- Eduard Mörike, Le Voyage de Mozart à Prague, précédé de Mörike ou la lumière retrouvée par André Fraigneau, traduit de l'allemand par Albert Béguin, préface par André Cœuroy, 12 dessins, éd. Fernand Sorlot, 1942.
- Alexandre Dumas fils, La Dame aux camélias, éd. Balzac, 1943.
- Henri de Montherlant, Les célibataires, Flammarion, 1943.
- Antoine François Prévost, Histoire de Manon Lescaut et du Chevalier des Grieux, lithographies, éd. Pierre Tisné, 1943.
- André Fraigneau, Bagage grec, éd. de La Table ronde, 1945.
- Jean Giraudoux, La Guerre de Troie n'aura pas lieu, La Jeune Parque, 1945.
- Crébillon fils, Les égarements du cœur et de l'esprit, éd. de La Table ronde, 1946.
- Jean Anouilh, Antigone, 20 lithographies, éditions de La Table ronde, 1946.
- Ingres, Écrits sur l'art, préface par Raymond Cogniat, La Jeune Parque, 1947.
- André Fraigneau, Journal profane d'un solitaire, éditions de La Table ronde, 1947.
- Honoré de Balzac, Le Père Goriot, 25 lithographies, Dijon, Michel Jeanniard, 1948.
- Honoré de Balzac, La Comédie humaine, tom IX, quatorze illustrations, André Martel, 1948.
- Victor Hugo, Œuvres complètes, tome IV, quatorze illustrations, André Martel, 1949.
- Leslie Poles Hartley, Elle et le diable, Ferenczi, coll. Le Livre Moderne Illustré, 190 p., 1953.
- Ludovic Massé, Les Trabucayres, roman, Blainville-sur-Mer, L'Amitié par le livre, 1955.
- Robert Cardinne-Petit, Les secrets de la Comédie Française : 1936-1945, Le club de Luxembourg, 1958.
- Madame de La Fayette, La Princesse de Clèves, préface par Jean Cocteau, Le Livre Club du Libraire, 1960.
- Lucien Dabril, Sur les pas de Shakespeare : Tout est bien qui finit bien ; Un Songe des nuits d'été ; La Véritable histoire d'Henry VIII, Nouvelles éditions latines, 1961.
- Lucien Dabril, Aventures burlesques et dramatiques, Nouvelles éditions latines, 1964.
- Guy de Maupassant, Œuvres complètes, éd. Henri Piazza, 1968-1972.
- Maurice Genevoix, Jeanne Robelin. La joie, illustrations avec Clément Serveau, Éditions Diderot, 1972.